# Алаше, Фатай
Абдул-Фатай Алаше (англ. Abdul-Fatai Alashe; род. 21 октября 1993, Саутфилд, Мичиган, США) — американский футболист, полузащитник.

## Клубная карьера

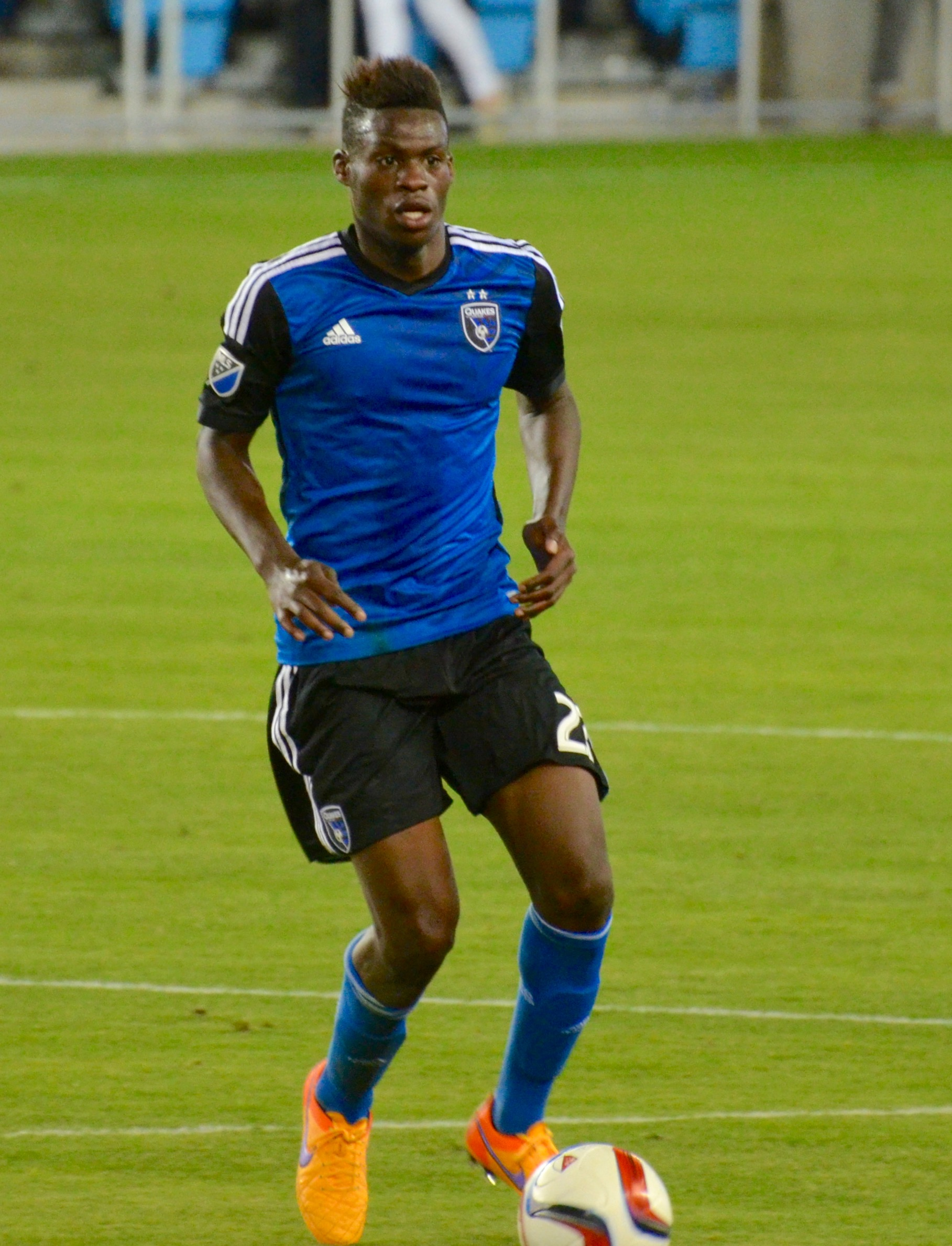
Алаше в составе «Сан-Хосе Эртквейкс»

Алаше во время обучения в Университете штата Мичиган в 2011—2014 годах выступал за футбольную команду учебного заведения в NCAA. Во время учёбы он также играл за команду PDL «Рединг Юнайтед» и молодёжную команду «Портленд Тимберс».
В начале 2015 года Алаше был выбран на драфте под номером «4» клубом «Сан-Хосе Эртквейкс». 8 марта в матче против «Далласа» Фатай дебютировал в MLS, заменив во втором тайме Матиаса Переса Гарсию. 23 марта в поединке против «Чикаго Файр» он забил свой первый гол за «Эртквейкс». По итогам сезона 2015 Алаше номинировался на приз новичку года в MLS, но по результатам голосования стал в финальной тройке вторым. В 2017 году Алаше отдавался в аренду в аффилированный с «Эртквейкс» клуб USL «Рино 1868».
30 июля 2018 года было объявлено о переходе Алаше с сезона 2019 в ФК «Цинциннати», что стало одним из двух первых подписаний игроков нового клуба MLS. Сумма трансфера составила $135 тыс. в распределительных средствах. Оставшуюся часть сезона 2018 полузащитник провёл в аренде из «Сан-Хосе» в клубе USL «Цинциннати». За «Цинциннати» в высшей лиге он дебютировал 19 апреля 2019 года в матче против «Реал Солт-Лейк», выйдя на замену во втором тайме вместо Виктора Ульоа. 11 мая 2019 года в матче против «Монреаль Импакт» он забил свой первый гол за «Цинциннати» в MLS.
17 августа 2020 года Алаше был обменян в «Коламбус Крю» на пик второго раунда драфта 2021. Если игрок достиг бы определённых показателей, «Цинциннати» вместо драфт-пика получил бы $50 тыс. общих распределительных средств в сезоне 2021. За «чёрно-золотых» он дебютировал 29 августа в матче против своего бывшего клуба «Цинциннати», заменив на 67-й минуте Лукаса Селараяна. 12 сентября в матче против «Чикаго Файр» он забил свой первый гол за «Крю». По окончании сезона 2020 «Коламбус Крю» не продлил контракт с Алаше.
24 марта 2021 года Алаше подписал контракт с клубом Чемпионшипа ЮСЛ «Сакраменто Рипаблик». За «Рипаблик» он дебютировал 30 апреля в матче стартового тура сезона 2021 против «Лос-Анджелес Гэлакси II». По окончании сезона 2021 контракт Алаше с «Сакраменто Рипаблик» истёк.

## Международная карьера
В 2015 году в составе молодёжной сборной США до 22 лет Алаше принял участие в Турнире в Тулоне.
В 2015—16 годах в составе олимпийской сборной США Алаше принимал участие в отборочных матчах к футбольному турниру Олимпийских игр 2016.
В январе 2016 года Алаше был вызван во взрослую сборную США на товарищеские матчи против сборных Исландии и Канады, но из-за травмы выбыл из состава.

## Достижения
Командные
 «Коламбус Крю»
- Чемпион MLS (обладатель Кубка MLS): 2020